# سیارک ۲۲۸۲۹
سیارک ۲۲۸۲۹ (به انگلیسی: 22829 Paigerin، نامگذاری:1999RH52) بیست و دو هزار و هشتصد و بیست و نهمین سیارک کشف شده‌است که در ۷ سپتامبر ۱۹۹۹ کشف شد.
قدر مطلق سیارک برابر ۱۴.۸ است.